# Oberes Schloss (Immendingen)

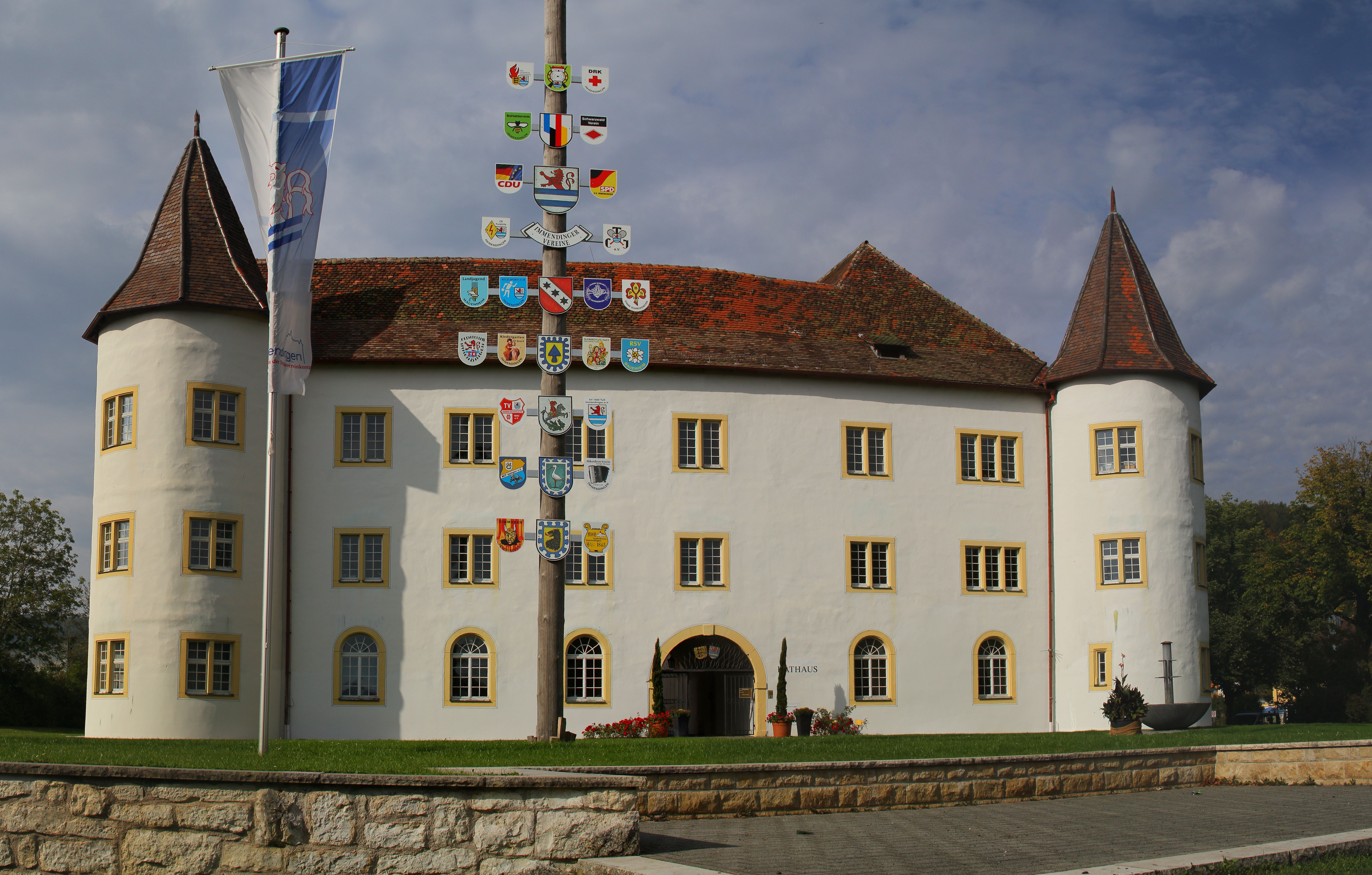
Oberes Schloss, 2011

Das Obere Schloss ist sowohl Wahrzeichen der Gemeinde Immendingen als auch ihr Rathaus. Der älteste Teil des Schlosses ist auf das 12. Jahrhundert datiert.
Für die Jahre 1409 und 1466 ist das Schloss als Besitz der Herren von Almenshofen bezeugt, in deren Besitz es bis 1531 verblieb. Nachdem das Haus Fürstenberg das Obere Schloss 1807 von der Familie von Reischach erworben hatte, richtete diese 1835 dort die erste Maschinenfabrik Badens ein, deren großes Wasserrad mit Wasser des Weisenbachs betrieben wurde. Im Produktionsprogramm waren die Konstruktion von Rädern, Säge- und Mahlmühlen aufgeführt. 1889 wurde die Produktion in das Untere Schloss verlegt. In den 1930er-Jahren erwarb die Gemeinde Immendingen das Schloss, das bis 1961 zu Wohnzwecken, unter anderem für Flüchtlinge, gebraucht wurde. Die Stadt ließ das Schloss in den Jahren von 1961 bis 1963 grundlegend sanieren und zum Rathaus umbauen.
Das Schloss ist annähernd quadratisch mit Seitenlängen von 33 bzw. 27 Metern und besitzt an jeder Ecke mit Ausnahme der Nordostecke einen Rundturm. In der Mitte der Anlage befindet sich ein Innenhof. Ursprünglich handelte es sich wohl um eine Wasserburg, deren Gräben nun verschüttet sind.
Alle zwei Jahre am ersten Septemberwochenende wird von der Gemeinde Immendingen und den ortsansässigen Vereinen das Immendinger Schlossfest rund um das Obere Schloss und in den angrenzenden Straßen gefeiert.